# 李聖潑
李聖潑，BBS（1977—），籍貫福建石獅，畢業於東華三院甲寅年總理中學、香港科技大學工商管理學士、北京大學工商管理碩士，曾任全國青聯委員、深圳市政協常委、香港九龍樂善堂主席等。現任港區全國人大代表、廣東省政協常委、香港工商總會會長、北區防火委員會主席，也是信義光能控股有限公司副主席兼行政總裁、信義能源控股有限公司董事局主席。李聖潑投入社會服務及慈善工作多年，於2019年7月獲頒銅紫荊星章。

## 家庭
李聖潑父親為香港富商李賢義，李氏家族持有信義玻璃控股有限公司（上市代號：00868）、信義光能控股有限公司（上市代號：00968）、信義汽車玻璃香港企業有限公司（上市代號：08328），擁全球第三大玻璃王國，市值逾5百億港元。